# St. Andreas (Heinrichshofen)

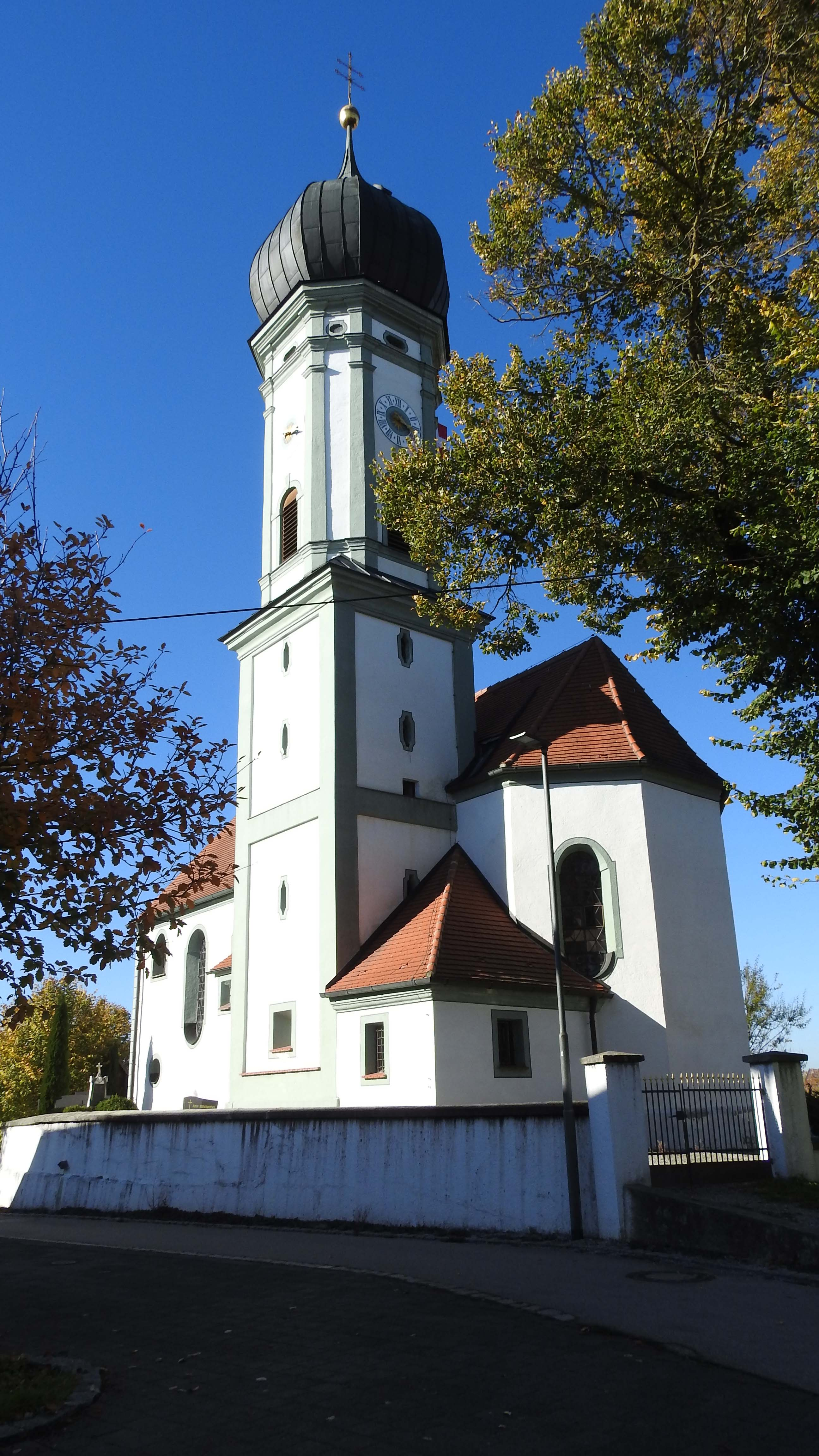
St. Andreas in Heinrichshofen

St. Andreas heißt die römisch-katholischen Filialkirche in Heinrichshofen, einem Gemeindeteil von Egling an der Paar im oberbayerischen Landkreis Landsberg am Lech. Sie steht in der Liste der Baudenkmäler in Egling an der Paar als Baudenkmal unter der Nr. D-1-81-116-9. Die Kirche gehört zum Dekanat Landsberg des Bistums Augsburg.

## Beschreibung
St. Andreas ist eine 1657 erbaute Saalkirche. Sie besteht aus dem 1750 stark überarbeiteten Langhaus, dem eingezogenen, dreiseitig geschlossenen Chor im Osten mit östlich angebauter Sakristei und dem im Kern spätgotischen Chorflankenturm auf quadratischem Grundriss an der Südwand des Chors. In das mit doppelten Pilastern an den vier abgeschrägten Ecken versehene, von einer Zwiebelhaube abgeschlossene Obergeschoss des Turms sind die Turmuhr und der Glockenstuhl eingebaut. Die Schlagtöne der Glocken sind as1 – b1 – des2. Ein kleiner Vorbau, ein sogenannten Vorzeichen, befindet sich vor der Fassade im Westen.
Im Innenraum sind Fresken und die Deckenmalereien erhalten, die Franz Martin Kuen 1753 schuf. Der spätklassizistische Hochaltar wurde 1835 aufgestellt. Die Kanzel aus Stuckmarmor ist ein Werk von Franz Xaver Schmuzer aus dem Jahr 1755.

## Orgel
Die rein mechanische Schleifladen-Orgel mit sechs Registern auf einem Manual und Pedal wurde von Roman Heinrich Beer im Jahr 1891 erbaut. Die Disposition lautet:
| Manual C–f3 |    |
| Gedeckt     | 8′ |
| Salicional  | 8′ |
| Octav       | 4′ |
| Flöte       | 4′ |
| Octav       | 2′ |

| Pedal C–f |     |
| Subbaß    | 16′ |

- Koppeln: M/P